# ザカリーヤー・カズウィーニー

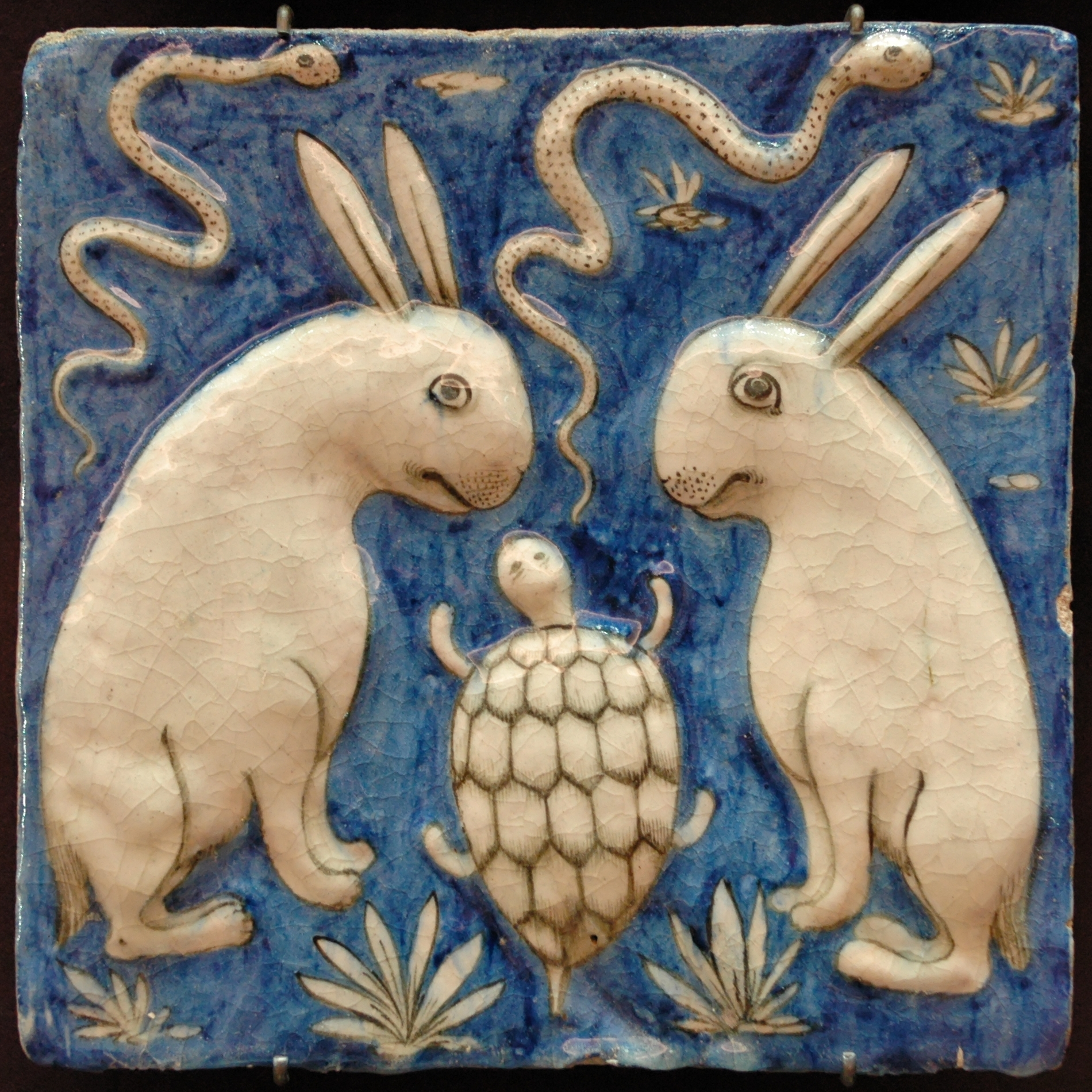
磁器製、くりがた装飾、下絵付のタイル。ザカリーヤー・カズウィーニーの著書『被造物の驚異と万物の珍奇』を示す絵柄。19世紀イラン製

ザカリーヤー・イブン・ムハンマド・アルカズウィーニー（アラビア語: زكرياء ابن محمد القزوينى, ラテン文字転写: Zakarīyā’ ibn Muḥammad al-Qazwīnī ）、1203年 - 1283年）あるいはザカリーヤー・カズウィーニー（ペルシア語: زکریا قزوینی）は、ペルシア人の法学者、宇宙構造論学者、地理学者である。「宇宙誌」として有名な2冊の書、博物誌『被造物の驚異と万物の珍奇 (アラビア語: عجائب المخلوقات وغرائب الموجودات)』及び地理書『諸国の遺跡と信者の情報 (アラビア語: آثار البلاد وأخبار العباد)』を編纂、執筆したことで知られる。

## 経歴
カズウィーニーは、そのニスバが示す通り、現在はイランのカズウィーンで13世紀の初頭に生まれた。カズウィーニーの一族は、古くからカズウィーンに定住していたが、祖先は有名な教友のアナス・ブン・マーリクの系譜でアラブに起源を持つ、とする説もある。カズウィーニーは、モンゴルのペルシア侵攻に際して西方へ逃れ、モースルで法学、哲学を中心に、地理学、天文学、地質学、植物学、動物学なども学んだ。哲学者・論理学者のアスィールッディーン・アブハリーや、歴史家のイブン・アスィールにも教えを受けたとされる。法学に精通し、ワースィトやヒッラなどイラクとペルシアのいくつかの都市で、裁判官を務めた。ワースィトでは、マドラサで教鞭もとっていたという。
裁判官としての活動を辞めた後、カズウィーニーは知識の蒐集と学問の習得に勤しみ、メソポタミアやシリアなども旅した後、イルハン朝のバグダード太守アターマリク・ジュワイニーの庇護下に入った。カズウィーニーが編纂した博物誌『被造物の驚異と万物の珍奇』も、ジュワイニーに献じられたものである。

## 業績

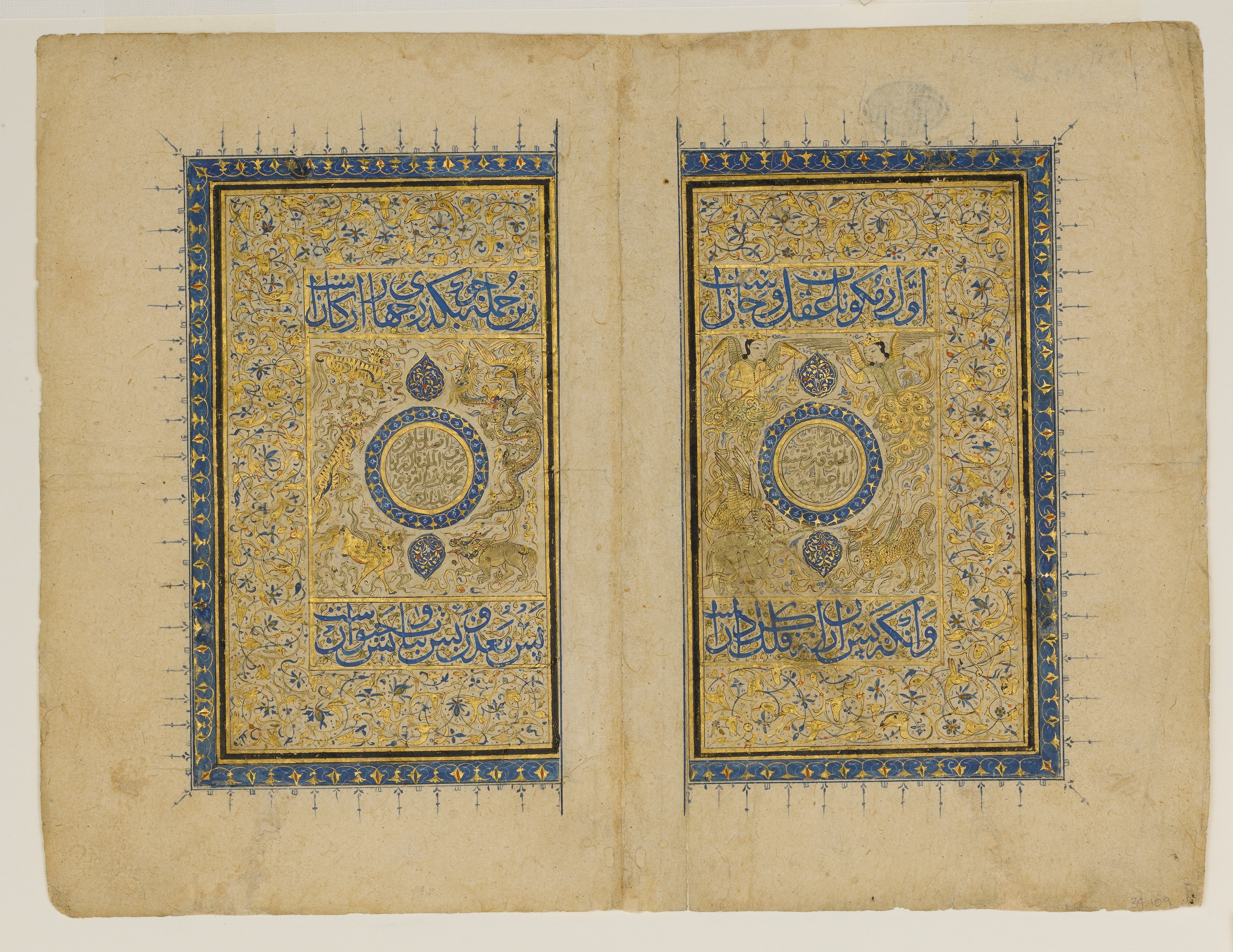
『被造物の驚異と万物の珍奇』写本（メトロポリタン美術館所蔵）の標題紙

カズウィーニーが編纂、執筆した書として有名なものが、博物誌『被造物の驚異と万物の珍奇』と、地理書『諸国の遺跡と信者の情報』である。19世紀ドイツの東洋学者で、両書を編集しドイツで出版したヴュステンフェルトは、この二書を合わせて「宇宙誌」と呼んだ。これは、森羅万象の膨大な情報をとり上げ、それらを神の顕現とみなす著作ということで、カズウィーニーのものはそのような書の代表である。これらの書には、カズウィーニーの博覧強記ぶりが表れている。

### 『被造物の驚異と万物の珍奇』
『被造物の驚異と万物の珍奇』は、12世紀にアフマド・トゥースィーによって著された同名の書があり、カズウィーニーの書も共通の枠組みを用い、多くの引用を行うなど、トゥースィーの書から大きな影響を受けているが、カズウィーニーの書の方が知識の体系化や網羅性が徹底しており、より幅広い読者に浸透したことで、『被造物の驚異と万物の珍奇』といえばまずカズウィーニーの書が思い浮かべられることが多い。
『被造物の驚異と万物の珍奇』は、カズウィーニーの知識の蒐集と学問の習得の帰結だが、これを編纂した動機は主に信仰心であり、あらゆる自然現象、森羅万象は称うべき神の御業であるとする世界観を表明し、読者の注意をそこへ向けようとしている。
カズウィーニーの『被造物の驚異と万物の珍奇』は、一部の専門家向けではなく、より広範な読者層に向けて著された書であり、カズウィーニーは編纂者として、諸文献の記述をそのまま盛り込むのではなく、取捨選択し整理して矛盾や破綻を排し、議論が複雑化しないように努めている。同じ意図で、カズウィーニーの書には豊富な挿絵が挿入されており、多くの写本が作られ、広く流布した。原典はアラビア語で著されたが、ペルシア語、トルコ語への翻訳も行われている。

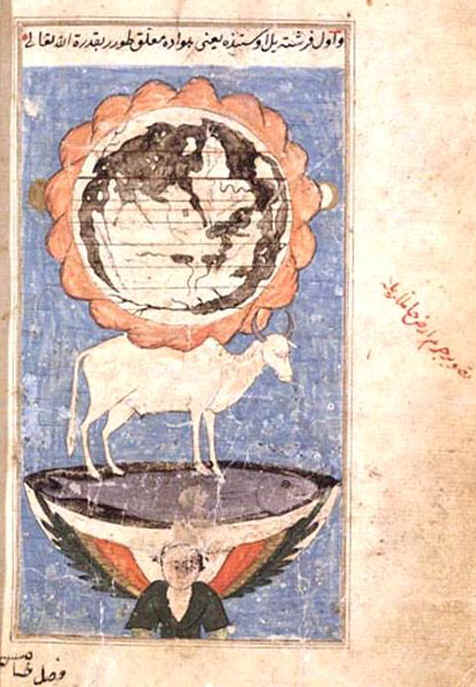
伝統的なイスラームの宇宙観とオスマン帝国風の地図が入り混じった世界図。16世紀イスタンブールにおける写本。米議会図書館所蔵
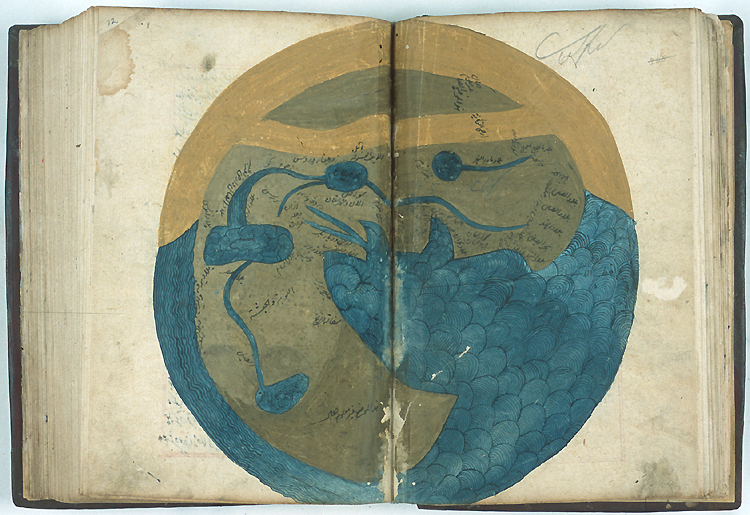
世界地図。16世紀の西インドにおける写本とみられる[10]。
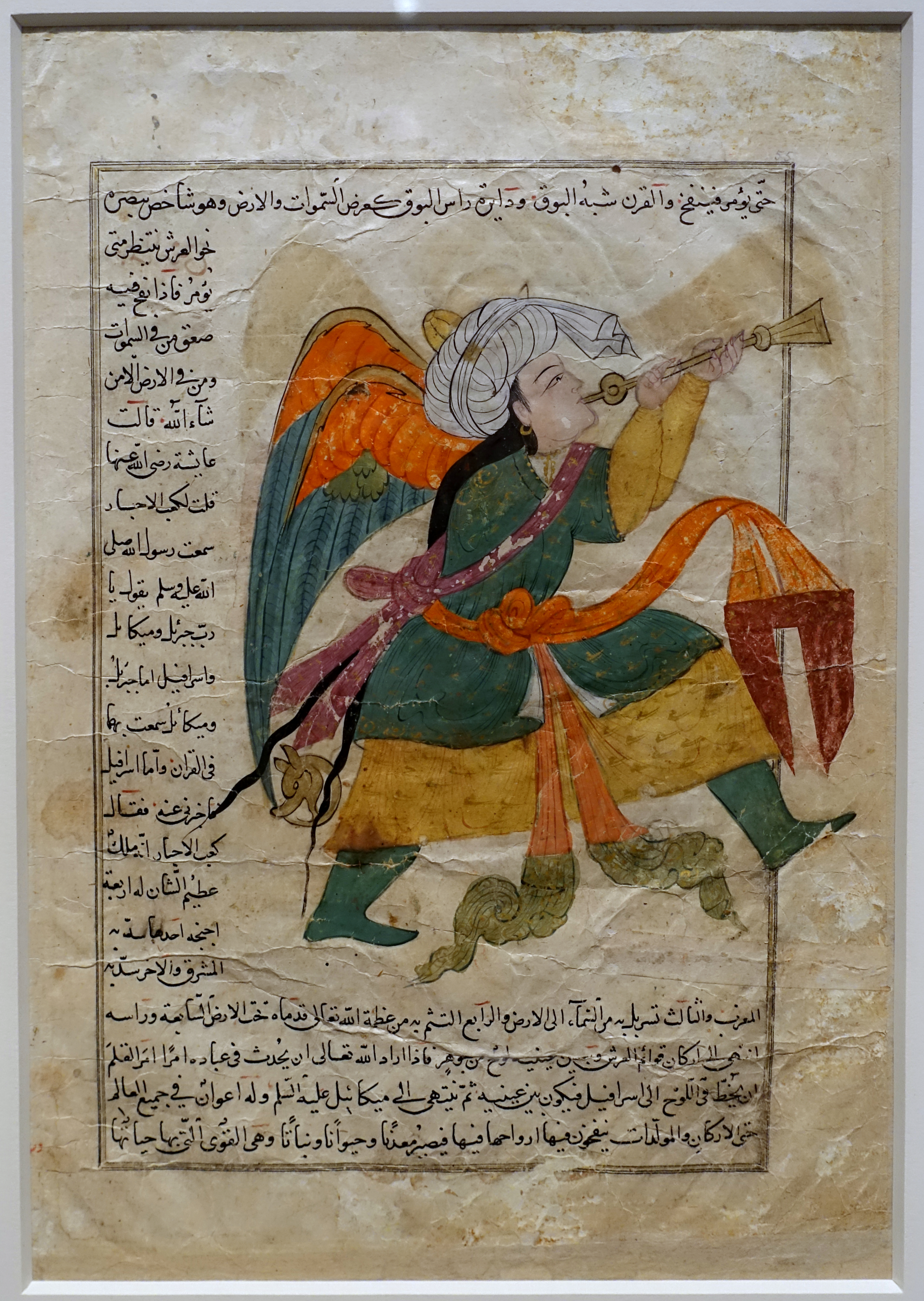
フリーア美術館所蔵の15世紀の写本にみられる大天使
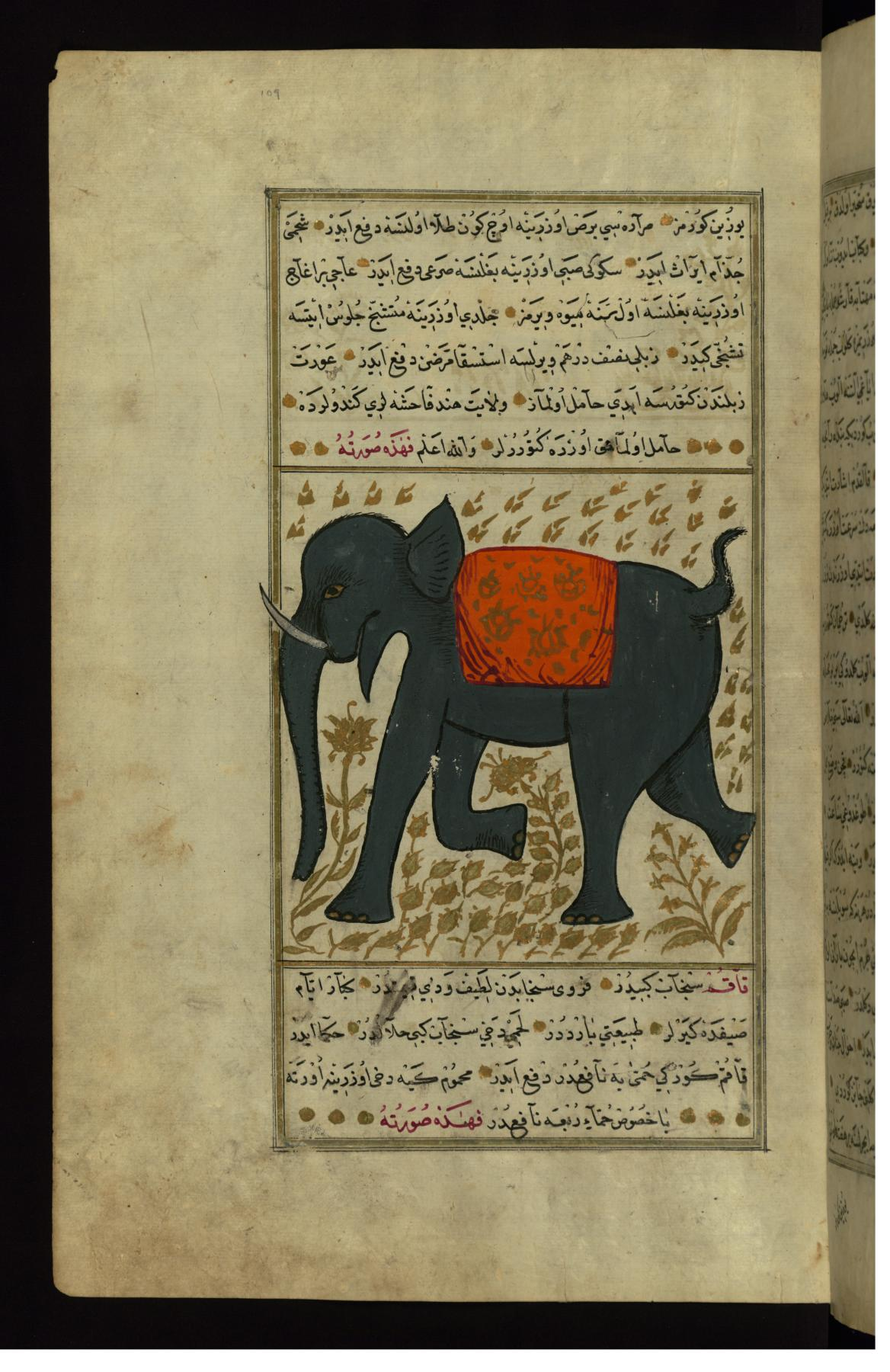
ウォルターズ美術館所蔵の写本 (W.659) における「象」の頁
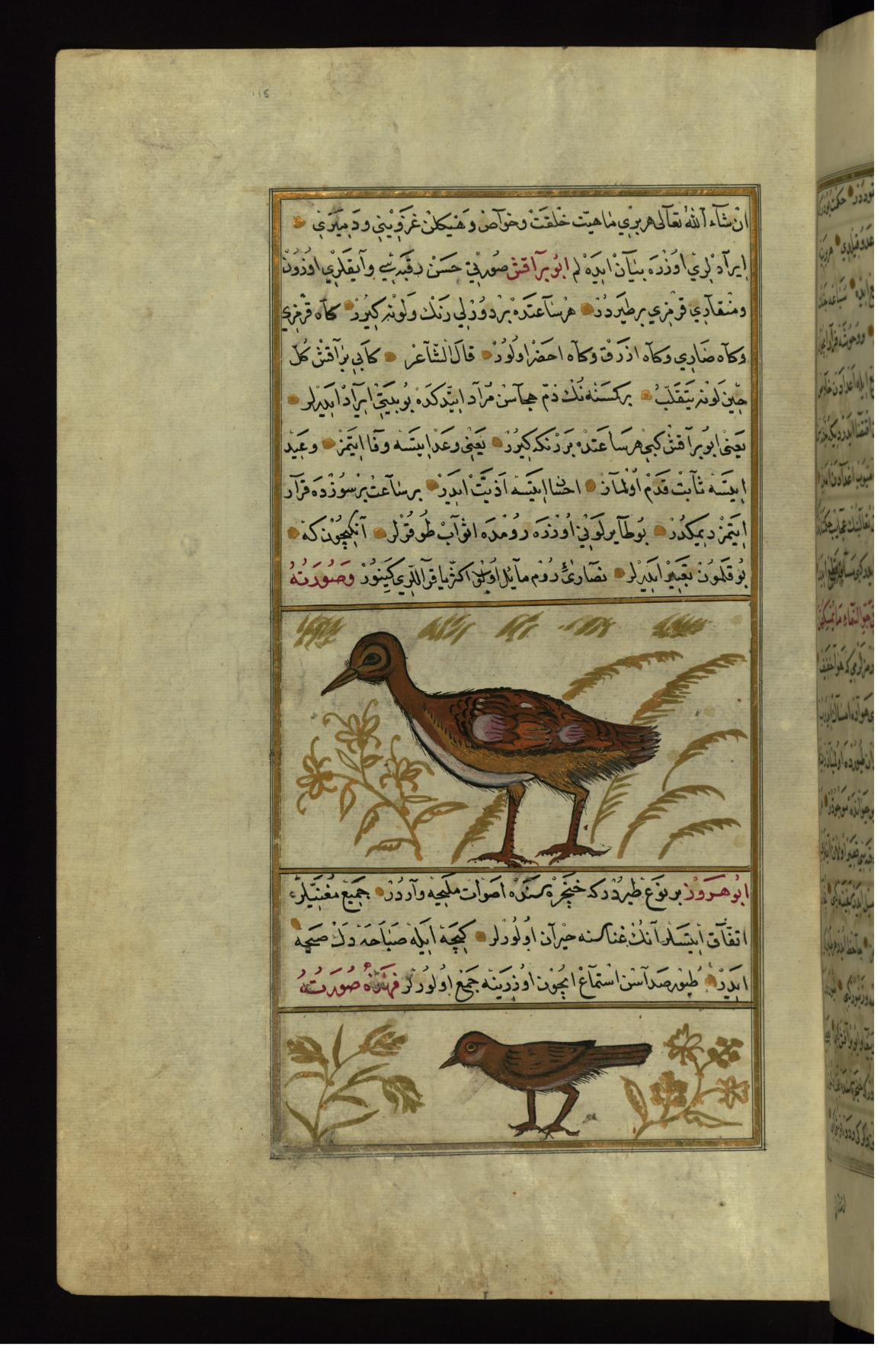
ウォルターズ美術館所蔵の写本 (W.659) における「七面鳥とAbu Haruzなる鳥」の頁
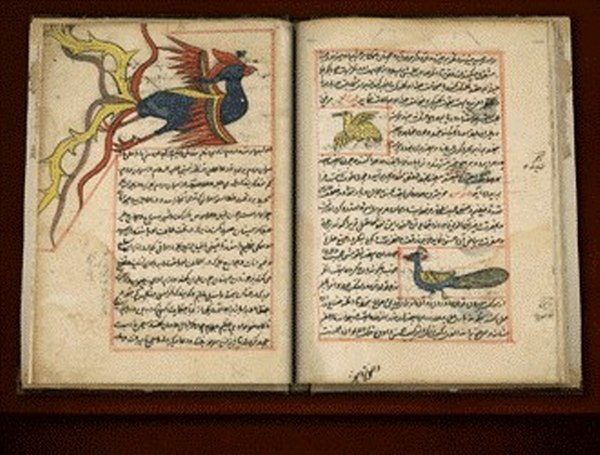
伝説の怪鳥シームルグ。16世紀の西インドにおける写本とみられる[10]。
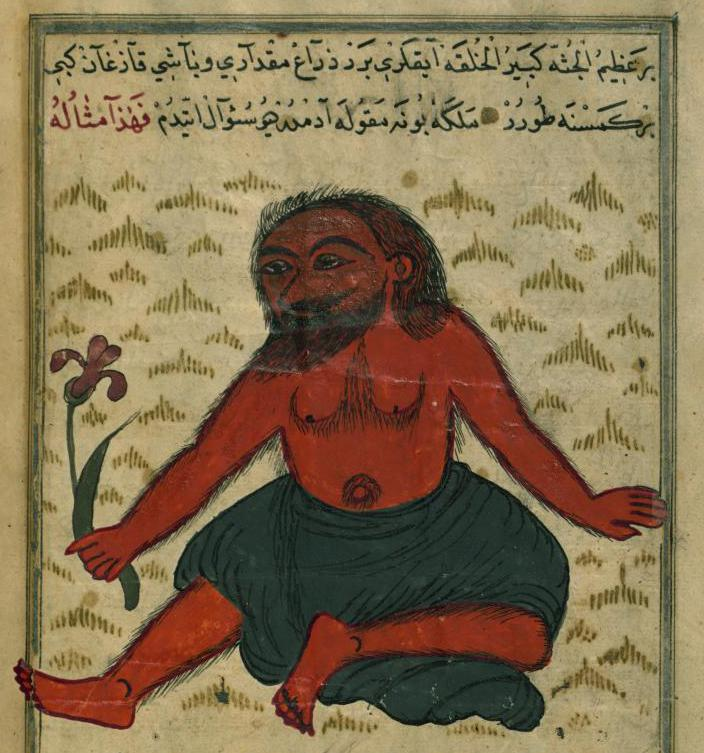
ウォルターズ美術館所蔵の写本 (W.659) における「ゴグとマゴグの怪物」の頁

### 『諸国の遺跡と信者の情報』
『被造物の驚異と万物の珍奇』が博物誌であるのに対し、『諸国の遺跡と信者の情報』は主として地理学を扱っている。不可視のものも理解できるよう可視化を重視し、挿絵が豊富だった『被造物の驚異と万物の珍奇』とは対照的に、地理的情報を対象とする『諸国の遺跡と信者の情報』は、記述は具体性に富んでいるが、通常写本において挿絵は施されていない。

## 関連文献
- Richter-Bernburg, L. (1998), “al-Qazwini, Zakariyya' ibn Muhammad”, in Meisami, Julie Scott; Starkey, Paul, Encyclopedia of Arabic Literature, 2, London: Taylor & Francis, pp. 637-638
- Berlekamp, Persis (2011-05-07), Wonder, Image, and Cosmos in Medieval Islam, New Haven / London: Yale University Press, ISBN 9780300170603
- Qazwn, Zakary ibn Muammad (1848), Wüstenfeld, Ferdinand, ed. (アラビア語), Kosmographie